# Marco Popilio Lenate (console 173 a.C.)
Marco Popilio Lenate (in latino Marcus Popillius Laenas; fl. II secolo a.C.) è stato un politico e generale romano.

## Biografia
Pretore nel 176 a.C., divenne console nel 173 a.C. insieme a Lucio Postumio Albino. Guerreggiò contro la tribù ligure degli Statielli, ingaggiando una sanguinosa battaglia a Carystum. Popilio massacrò 10.000 nemici e ne fece prigionieri a centinaia, perdendo appena 3.000 uomini. Gli altri Liguri si arresero a Popilio, che comunque distrusse le loro città, vendendone le proprietà. Ma il Senato, offeso dal fatto che Lenate avesse attaccato un popolo senza essere stato provocato, gli impose di ridare ai Liguri le loro case e le loro proprietà. Ma Popilio si rifiutò di obbedire e ne nacque un forte contrasto con la massima assise repubblicana. Alla fine Popilio tornò nella sua provincia senza l'appoggio del Senato. L'anno successivo continuò a combattere contro gli Statielli, uccidendo più di 6.000 persone in battaglia. Ciò provocò la rivolta di tutti i Liguri, provocando la dura reazione del Senato. Nonostante tutto ciò, nel 159 a.C. divenne censore, insieme a Publio Cornelio Scipione Nasica Corculo.